# Peachia neozealandica
Peachia neozealandica is een zeeanemonensoort uit de familie Haloclavidae. De anemoon komt uit het geslacht Peachia. Peachia neozealandica werd in 1924 voor het eerst wetenschappelijk beschreven door Carlgren. 